# Wilhelm Schaefer (Schriftsteller)
Johann Nikolaus Wilhelm Schaefer (* 4. März 1835 in Frankfurt am Main; † 13. Mai 1908 in Zürich) war ein deutsch-schweizerischer Schriftsteller.

## Leben
Wilhelm Schaefer „war lange als Kaufmann tätig, schrieb eine Reihe von Dramen, deren einige in seiner Vaterstadt aufgeführt wurden, mußte wegen Krankheit seine Stellung aufgeben, übersiedelte nach Zürich und starb in einer Heilanstalt“. Er ist nicht zu verwechseln mit dem bekannteren, völkisch-nationalen Schriftsteller Wilhelm Schäfer (1868–1952).

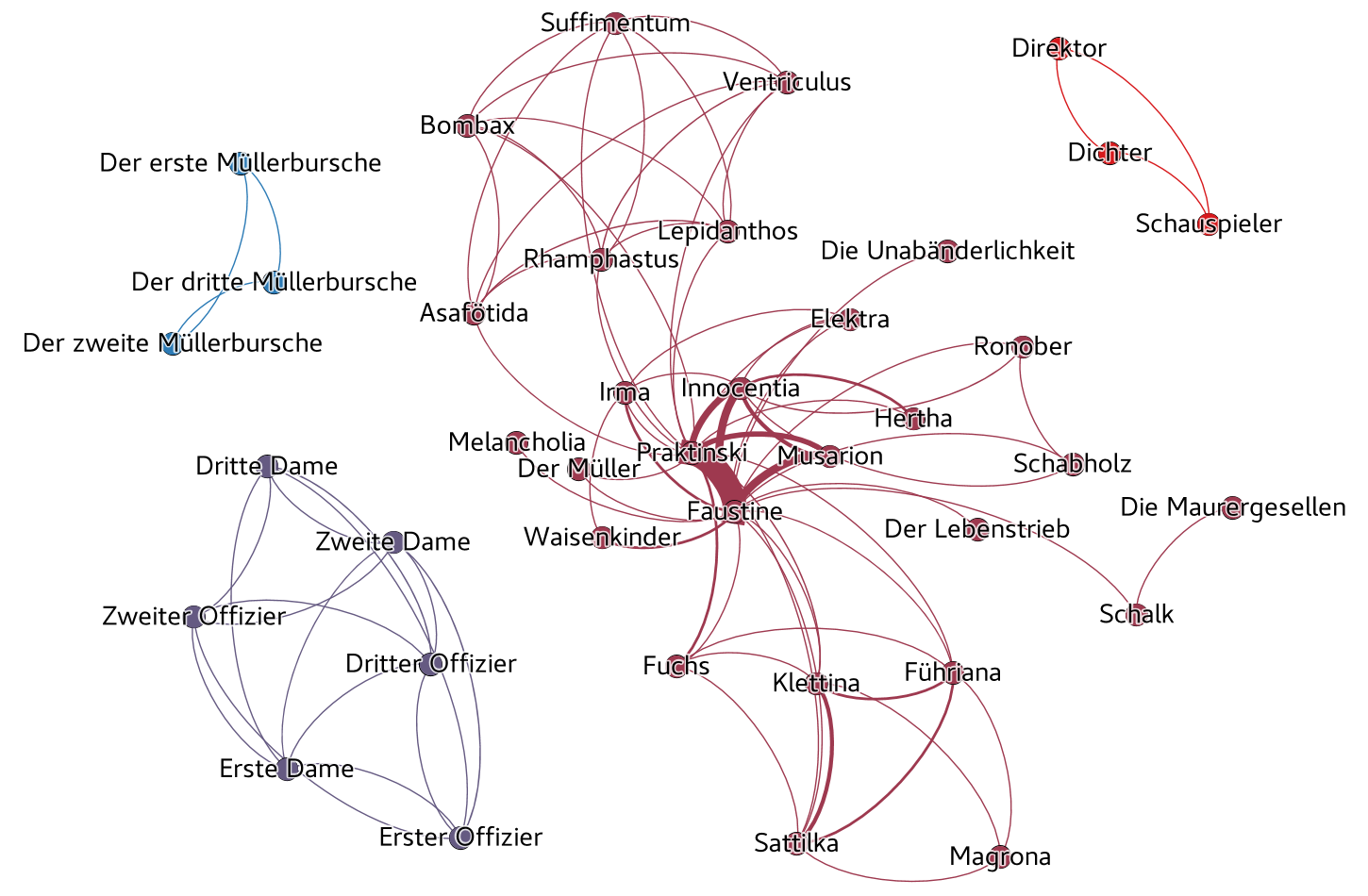
(Automatisch generiertes) Figurennetzwerk zu Faustine

Ein Werk Schaefers ist Faustine, der weibliche Faust, eine „Tragödie in sechs Aufzügen nebst Vorspiel und Prolog“, die 1898 in Zürich erschien. Es handelt sich um eine Parodie auf den Goethe’schen Faust. So gibt es etwa ein „Vorspiel im Theaterdirektionszimmer“ und einen „Prolog in der Hölle“. Im Personenverzeichnis wird die Protagonistin als „Faustine Hermaphroditos“ bezeichnet. Der 1. Akt beginnt mit einer Parodie auf den Faust-Monolog „Habe nun, ach!“:
Versucht hab’ ich es mit der Wissenschaft,

Der Schädelfüllung „comme il faut“.

Zum strengen Studium hatt’ ich mich errafft;

Das Geistesherdchen brannte lichterloh.

Umsonst! mir ward Befried’gung nicht im Busen:

Der Kopf ward voll; das Herz doch blieb mir leer.

Jetzt zähle ich noch gar zu den Abstrusen

Und find’ in meinem Selbst den Weg nicht mehr.
Sabine Doering widmet sich der Schaefer’schen Faustine in ihrer Regensburger Habilitation Die Schwestern des Doktor Faust. Eine Geschichte der weiblichen Faustgestalten (2001). In einer Rezension für das Jahrbuch der Raabe-Gesellschaft fasst Renate von Heydebrand diesen Abschnitt zusammen; demnach zähle Schaefers Parodie zu den Werken, „die zwar nicht literarisch-ästhetisch ersten Ranges, aber doch in anderen Hinsichten, etwa durch parodistische Strategien und kühne Aktualisierungen des Ambiente, durchaus innovativ und einfallsreich sind“:
„Schäfer stellt, in enger, parodierender Anlehnung an einige Szenen aus Goethes Faust, der gelehrten, mit übermenschlichen Energien geladenen Faustine als Mephisto einen Elektroingenieur Praktinski an die Seite, um mit diesem bedrohlichen, aber am Ende an seinen eigenen Künsten zugrundegehenden Paar sowohl die Frauenemanzipationsbewegung wie die moderne Wissenschaft und Technik zu kritisieren: Elektrizität wird als weiblich gesehen und mit der gefährlichen ‚neuen Frau‘ in eins gesetzt.“